# Ivana Beretta Molla
Sveta Ivana (Gianna) Beretta Molla (Magenta kraj Milana, 4. listopada 1922. – Monza, 28. travnja 1962.), bila je talijanska pedijatrica i članica Društva sv. Vinka Paulskog i Katoličke akcije. Svetica je Katoličke Crkve. Prva je liječnica proglašena svetom i zaštitnica je trudnica, djece i promicatelja kulture života. Spomendan joj je 28. travnja. 

## Životopis

### Obitelj i školovanje
Bila je deseto od trinaestero djece. Dvojica braće postala su svećenici: Enrico, redovnik kapucin i liječnik, misionar u Brazilu; a Giuseppe, svećenik i inženjer u Bergamskoj biskupiji u Italiji. Njezna sestra Vriginia bila je časna sestra kanizijanka te je i ona kao liječnica djelovala u misijama u Indiji. Kad je imala tri godine, s obitelji se preselila u Bergamo, gdje je odrasla.
Studij medicine upisuje 1942. na Sveučilištu u Milanu. Kao članica Društva sv. Vinka Paulskog, tijekom studija pružala je liječničku skrb siromašnima i starima. Medicinu i kirurgiju diplomirala je 1949. na Sveučilištu u Paviji te 1950. otvara liječničku ordinaciju u Meseru. 1952.  specijalizirala je pedijatriju u Milanu.

### Liječništvo i majčinstvo
Kao zauzeta laikinja djelovala je u talijanskoj Katoličkoj akciji. Isprva se planirala pridružiti bratu misionaru u Brazilu, no zbog narušens zdravstvena stanja ostala je u domovini. U prosincu 1954. upoznaje inženjera Pietra Mollu, s kojim se zaručuje u travnju i vjenča u rujnu 1955. godine. Rodila je troje djece: Pierluigija (studenoga 1956.), Mariu Zitu (prosinca 1957.) i Lauru (srpnja 1959.) i nastavila liječnički rad. Redovito su u obitelji molili krunicu i čitali Bibliju. 
1961. zatrudnjela je s četvrtim djetetom. Liječnici su joj krajem drugoga mjeseca trudnoće utvrdili cistu (fibrom) na jajniku. Kao moguća rješenja, liječnici su joj ponudili pobačaj, potpunu histerektomiju i uklanjanje fibroma s mogućnošću pogoršanja zdravstvena stanja. Gianna se odlučila za uklanjanje fibroma. Liječnicima je naglasila: „Ako se morate odlučiti između mene i dijeteta, ne oklijevajte: odaberite dijete. Inzistiram na tome. Spasite bebu.” U jutro 21. travnja 1962., rodila je zdravu djevojčicu Giannu Emanuelu carskim rezom. Iako su se liječnici borili za njezin život, Gianna je tjedan dana nakon poroda, u boli i nakon ponovljenih usklika „Isuse, ljubim Te! Isuse, ljubim Te!”, preminula u bolnici u Monzi od septičkog peritonitisa. Pokopana je na groblju u Maseru, nedaleko rodne Magente. 

## Kanonizacija
U nedjeljnu Angelusu 23. rujna 1973. godine, papa Pavao VI. njezin je čin opisso kao „svjesno posvemašnje predanje” (meditata immolazione).
Papa Ivan Pavao II. proglasio ju je blaženom 24. travnja 1994., tijekom Međunarodne godine obitelji, a svetom 16. svibnja 2004., u prisutnosti njezina tada 92-godišnjeg supruga i djece, prvi put u povijesti Crkve. Svetom je proglašena na temelju uspješnoga poroda Elizabeth Comparini, kojoj je u šesnaestome tjednu trudnoće maternica iscijedila svu amnionsku tekućinu, a koja se zagovarala Beretti Molli.

## Štovanje
Giannino najmlađe dijete, Gianna Emanuela, postala je liječnica, dok drugorođena kćer Laura, ekonomistica, surađuje s katoličkom udrugom „Voglio vivere” („Želim žovjeti!”), kojoj je cilj promicanje poruka sv. Ivanke Berette Molla. 
U župnoj crkvi sv. Ivana Nepomuka u Vrbovskom u Gorskom kotaru, postavljena je i posvećena njezina slika, koju je na kraju svečane mise otkrila kćer Laura.
Katolički centar za zdravstvenu skrb za žeme u New Yorku, Gianna Center, nazvan je po njoj.

## Vanjske poveznice
| Portal:Kršćanstvo | Portal: Kršćanstvo |

|  | Wikizvor ima izvorni tekst Molitva sv. Ivanki B. Molla    |
|  | Wikicitati imaju zbirke citata o temi Ivana Beretta Molla |

- Stranice postulature
- Sv. Beretta Molla (engl.) na stranicama Vatikana